# Liten snömossa
Liten snömossa (Anthelia juratzkana) är en levermossart som först beskrevs av Karl Gustav Limpricht, och fick sitt nu gällande namn av Vittore Benedetto Antonio Trevisan de Saint-Léon. Liten snömossa ingår i släktet snömossor, och familjen Antheliaceae. Arten är reproducerande i Sverige.